# Scoglio di Brolo
Scoglio di Brolo è un'isola dell'Italia sita nel mar Tirreno, in Sicilia.
Amministrativamente appartiene a Brolo, comune italiano della Città metropolitana di Messina.
Si trova a ovest di Capo Piraino e dista circa 500 metri dalla spiaggia.
È possibile raggiungerlo con delle piccole imbarcazioni oppure a nuoto.